# Feburia rapida
Feburia rapida là một loài ruồi trong họ Tachinidae.